# Ràdio i Televisió d'Andorra
Ràdio i Televisió d'Andorra, S.A. (RTVA) (pronúncia catalã: [ˈraðiu təɫəβiziˈo ðənˈdorə], local: [ˈraðio teleβiziˈo ðanˈdɔra]; em português: Rádio e Televisão de Andorra S.A.) é o serviço público de televisão e rádio no Principado de Andorra. Opera um canal de televisão, ATV, e uma estação de rádio, RNA, que transmitem em catalão.

## História
O serviço público de radiodifusão no principado começou em 26 de outubro de 1989 depois que o Conselho Geral de Andorra decidiu pela criação de um serviço nacional de radiodifusão. Como resultado disso, surgiu o Organisme de Ràdio i Televisió d’Andorra (ORTA), financiado pelo governo andorrano, e a estação de rádio Ràdio Nacional d'Andorra (RNA) começou a transmitir em dezembro de 1990. Andorra Televisió (ATV), o primeiro canal de Andorra, surgiu em 1995. As programações da RNA e da ATV eram produzidas por empresas independentes até 1997, quando o ORTA começou a produzir toda a sua própria programação. O ORTA foi substituído em 13 de abril de 2000 pela atual organização, a Ràdio i Televisiò d'Andorra, também financiada pelo governo andorrano e que assumiu o controle total da RNA e da ATV. Seu atual diretor-geral é Gualbert Osorio Achurra.
A RTVA é um membro ativo da União Europeia de Radiodifusão desde 2002 e tomou parte na Eurovisão da Canção cada ano desde 2004 até se retirar em 2010 por causa de problemas financeiros.
A empresa tem de competir com televisões e estações de rádio da França e da Espanha cujas transmissões podem ser facilmente captadas no principado.

## Componentes
- TVA - O canal de televisão nacional de Andorra.
- RNA - A estação de rádio nacional de Andorra.

## Programação
ATV transmite uma gama de programação incluindo desportos, música e filmes. O emblemático programa de notícia é o ATV Noticies. A RNA transmite, principalmente, músicas, embora haja notícias. A estação transmite 24 horas por dia, sete dias por semana. ATV e RNA são transmitidas online e gratuitamente no sitio da RTVA , mas por vezes as transmissões televisivas são substituídas pela mira tecnica devido aos direitos de autor.